# Indomenella indica
Indomenella indica (лат.) — вид богомолов из семейства Deroplatyidae (ранее в Angelinae из Mantidae). Известен из Южной Азии (Индия, Tamil Nadu, Anamalai, около Kerala). Род Indomenella Roy, 2008 был впервые выделен в 2008 году французским энтомологом Роджером Роем (Roger Roy, Muséum national d’Histoire naturelle, Entomologie, Париж, Франция) на основе типового вида Euchomenella indica Ghate et Mukherjee, 2004, описанного в 2004 году индийскими энтомологами Hermanta Ghate и Tushara Mukherjee.
Длина 6—7 см. От близких групп род отличается следующими признаками: внутренние апикальные доли передних тазиков смежные, не расходятся; первый дисковидный шип переднего бедра короче второго; крылья самки заметно редуцированы; гениталии самца не простые, псевдофаллос крючковатый (у сходного рода Euchomenella они простые, псевдофаллус не крючковатый).